# Альвеолярный одноударный согласный
Альвеолярный одноударный согласный — согласный звук, присутствующий в некоторых языках мира. В МФА обозначается знаком ɾ, в Киршенбауме — как *, а в X-SAMPA — как 4.
В русском языке является вариантом произношения дрожащего r, не влияющим на восприятие.

## Характеристика звука
- Место образования: альвеолярный
- Способ артикуляции: одноударный
- Сонант, звонкий
- Пульмонический согласный

## Примеры
| Язык          | Язык          | Слово  | МФА        | Значение     | Заметки                                                    |
| ------------- | ------------- | ------ | ---------- | ------------ | ---------------------------------------------------------- |
| Албанский     | Албанский     | emër   | [ɛməɾ]     | 'имя'        | Противопоставляется /r/ во всех позициях.                  |
| Баскский      | Баскский      | lore   | [lo̞ɾe̞]     | 'цветок'     | Противопоставляется /r/.                                   |
| Персидский    | Персидский    | كشور   | [keʃvæɾ]   | 'деревня'    |                                                            |
| Панджаби      | Панджаби      | ਰਾਤ     | [ˈɾɑːt̪]    | 'ночь'       |                                                            |
| Русский       | Русский       | рьяный | [ˈɾ̪ʲjæn̪ɨ̞j] | 'рьяный'     | Аллофон /r/.                                               |
| Испанский     | Испанский     | pero   | [ˈpeɾo]    | 'но, только' | Противопоставляется /r/.                                   |
| Португальский | Португальский | preto  | [ˈpɾetʊ]   | 'чёрный'     | Противопоставляется /r/ или /ʀ/ в зависимости от диалекта. |